# 646 a.C.
Il 646 a.C. (DCXLVI a.C. in numeri romani) è un anno  del VII secolo a.C.

## Eventi
- Il sovrano assiro Assurbanipal conquista e saccheggia Susa, capitale dell'antico regno dell'Elam.